# دیوون-له-بن
دیوون-له-بن (به فرانسوی: Divonne-les-Bains) یک کمون در فرانسه است که در canton of Gex واقع شده‌است.

## خصوصیات
دیوون-له-بن ۳۳٫۸۸ کیلومترمربع مساحت و ۸٬۳۸۸ نفر جمعیت دارد و ۵۰۹ متر بالاتر از سطح دریا واقع شده‌است.